# Jacques Charles Dupont de l'Eure

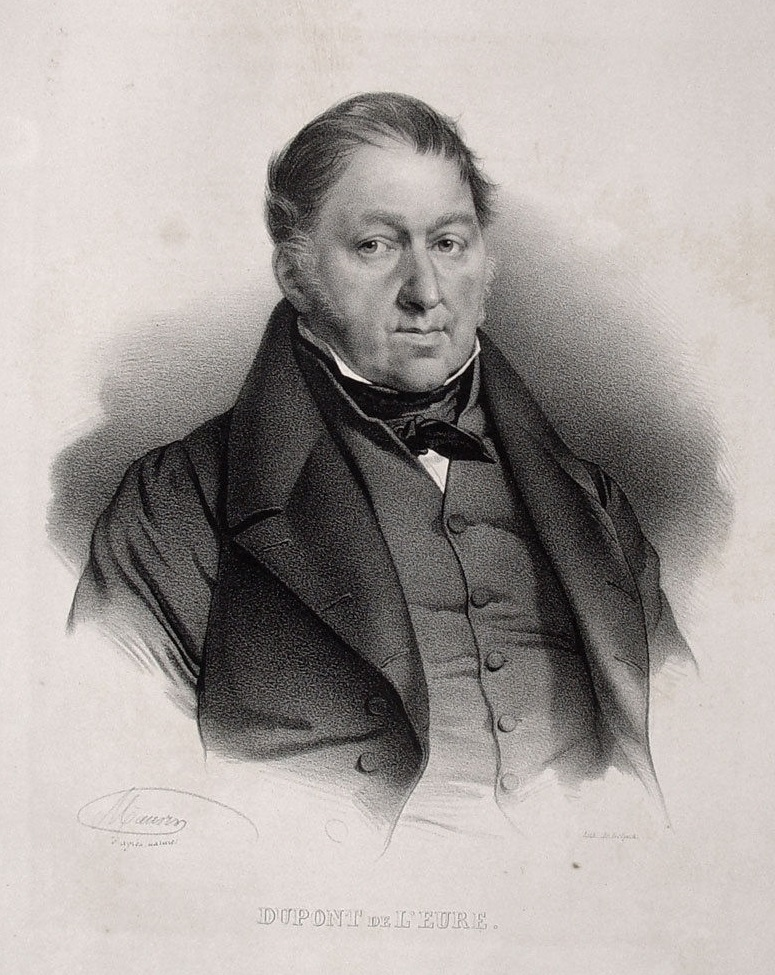
Jacques Charles Dupont de l'Eure.

Jacques Charles Dupont de l'Eure (Le Neubourg, 27 februari 1767 - Rouge-Perriers, 3 maart 1855) was een Frans advocaat en staatsman die na de val van de Julimonarchie het eerste staatshoofd van de Tweede Franse Republiek was.

## Vroege carrière
Geboren Normandië, werd Dupont de l'Eure advocaat bij het Parlement van Normandië toen de Franse Revolutie begon. Gedurende de Eerste Franse Republiek en het Eerste Franse Keizerrijk vervulde hij opeenvolgend juridische functies in Louviers, Rouen en Évreux. Intussen had hij ook revolutionaire principes aangenomen en zetelde hij vanaf 1798 in de Raad van Vijfhonderd onder het Directoire .
In 1813 werd Dupont de l'Eure lid van het Keizerlijk Wetgevend Lichaam en tijdens de Honderd Dagen was hij ondervoorzitter van de Kamer van Afgevaardigden. Toen de legers van de Zevende Coalitie Parijs binnentrokken, gaf hij de verklaring dat het nodig was dat de Franse regering de principes van de Franse Revolutie bleef handgaven. Ook werd hij gekozen als een van de commissarissen die belast werden om met de staatshoofden van de Zevende Coalitie te onderhandelen.

## Prominentie
Tussen 1817 en 1849 (gedurende de Restauratie en de Julimonarchie) was hij zonder onderbreking lid van de Franse Kamer van Afgevaardigden en was er in feite de leider van de liberale oppositie. In 1830 was hij ook enkele maanden minister van Justitie, maar nam ontslag omdat er naar eigen zeggen weinig harmonie met zijn collega-ministers was en vond zijn plaats in de oppositie terug.

## De Tweede Republiek
Toen de Revolutie van 1848 begon, werd Dupont de l'Eure als oudste parlementslid benoemd tot voorzitter van de Voorlopige Assemblée. Op dezelfde dag werd hij tevens de voorzitter van de Voorlopige Regering en was zo de facto staatshoofd van Frankrijk. Hij kan ook beschouwd worden als het eerste Franse presidentiële staatshoofd, hoewel Louis-Napoléon Bonaparte later dat jaar het eerste Franse staatshoofd was met de titel "President van de Franse Republiek".
Zijn prestige en populariteit voorkwamen een heterogene republikeinse coalitie en zorgden ervoor dat er onmiddellijk een gemeenschappelijke leider aanvaard werd. Door zijn hoge leeftijd (Dupont de l'Eure was toen al 81 jaar oud) liet Dupont de l'Eure de belangrijkste zaken over aan zijn minister van Buitenlandse Zaken Alphonse de Lamartine. Op 4 mei nam hij ontslag als staatshoofd om plaats te ruimen voor de Executieve Commissie waar hij weigerde in te zetelen. Bij de presidentsverkiezingen later dat jaar steunde Dupont de l'Eure Louis-Eugène Cavaignac, de tegenkandidaat van Louis-Napoléon Bonaparte. Toen hij in 1849 niet herkozen werd in het parlement, verliet Dupont de l'Eure op 82-jarige leeftijd het openbaar leven.
Zijn logica om het nut van constitutioneel liberalisme in verschillende tijdsperiodes te verdedigen gaf hem het respect van vele plattelanders die Dupont de l'Eure de "Aristides van de Franse tribune" noemden.
- Bibliothèque nationale de France: cb121327192 (data)
- Gemeinsame Normdatei: 118894110
- International Standard Name Identifier: 0000 0000 8078 8475
- Library of Congress Control Number: n91057841
- Base Léonore: LH//855/72
- Réseau des bibliothèques de Suisse occidentale: 02-A003198716
- SNAC: w6s77h5g
- Système universitaire de documentation: 029801117
- Virtual International Authority File: 45454
- WorldCat: E39PBJcrc7Cbd8X4x4CcyH63Qq